# Synchaeta cylindrica
Synchaeta cylindrica is een raderdiertjessoort uit de familie Synchaetidae. De wetenschappelijke naam van deze soort is voor het eerst geldig gepubliceerd in 1957 door Althaus.